# Anna Jędrychowska
Anna Jędrychowska – polska tłumaczka 7-tomowego cyklu historycznego Maurice'a Druona Królowie przeklęci, wydanego w Polsce w latach 70., oraz trylogii Turnieje boże Pierre'a Barreta i Jean-Noela Gurganda (pol. wyd.: 1984–1988). Przełożyła z francuskiego także kilka innych powieści historycznych, w tym Aleksandra Wielkiego Druona. 
Podczas okupacji więziona w nazistowskim obozie koncentracyjnym Kaunas-Promieniaszki jako działaczka Związku Patriotów Polskich. Była astrolożką, ezoteryczną uczennicą polskiego antropozofa i astrologa Roberta Waltera z Komorowa.